# Tamaria lithosora
Tamaria lithosora är en sjöstjärneart som beskrevs av Hubert Lyman Clark 1921. Tamaria lithosora ingår i släktet Tamaria och familjen Ophidiasteridae. Inga underarter finns listade i Catalogue of Life.